# Léna Diagne
Léna Diagne, née le 23 janvier 1935 à Saint-Louis et morte le 1er février 2016 à Dakar, est une femme politique sénégalaise. Elle est élue députée à partir de 1973, maire d'une circonscription de Dakar en 1996, puis vice-présidente du Sénat.

## Biographie

### Enfance et formation
Léna Diagne Fal née le 23 janvier 1935 à Saint-Louis. Elle est diplômée de l'École des sages-femmes d'État, première promotion.

### Parcours santé
Léna Diagne exerce à la maternité de l'hôpital Le Dantec à Dakar où elle s'intéresse aux conditions sociales des femmes et à la planification familiale. Elle se forme en ce sens par des stages à l'université de Chicago et à l'université de Montréal. Après quoi, elle travaille au bureau de l'éducation sanitaire où elle crée la première Association Sénégalaise pour le Planning familial qui deviendra l'ASBEF.

### Parcours politique

#### À l'Assemblée nationale
En 1958, Léna Diagne rejoint le parti d'opposition le Parti du regroupement africain – Sénégal (PRA-Sénégal). En 1967, elle devient membre puis secrétaire chargée des Affaires éducatives et culturelles du Conseil national des femmes du parti quand il intègre l'Union progressiste sénégalaise (UPS). En 1969, elle entre au bureau politique du parti.
Le 28 janvier 1973, Léna Diagne est élue députée socialiste sénégalaise et est réélue durant une vingtaine d'années jusqu'à 1993. Elle s'occupe du planning familial et est porte-parole sur la santé à l'étranger (Séminaire international d'Istanbul sur la planification familiale en 1972, Décennie des Nations Unies pour la Femme à Mexico en 1975, Organisation Panafricaine des Femmes d'Alger). Elle fait adopter que 1975 soit l'Année internationale de la femme au Sénégal.
Léna Diagne participe activement à la première conférence mondiale des Nations-Unis appelée la Décennie des Nations Unies pour la Femme à Mexico en 1975. Elle est alors membre de la 3e commission « Économique et sociale » de l'assemblée générale des Nations-Unies. Ensuite, elle y siège à plusieurs reprises au sein de la Délégation sénégalaise. Puis, elle devient vice-présidente de la Commission de la femme des Nations-Unies pour dix ans.
Léna Diagne est aussi chargée des questions de presse et d'information à l'assemblée nationale : à ce titre, elle fait ajouter l'émission « La Voix de la militante » à Radio Sénégal.
Léna Diagne a été députée au Parlement sénégambien et à l'Union interparlementaire pendant 15 ans. Elle a ensuite été nommée conseillère du Président de la République, où elle a dirigé le Groupe des élus municipaux. Puis, elle devient agent du Conseil économique social.
Par la suite, Léna Diagne est élue sénatrice et endosse la vice-présidence du Sénat.

#### À la mairie de Dakar
En 1970, Léna Diagne est nommée conseillère municipale du Grand-Dakar, puis adjointe au maire. Elle crée le Foyer de la femme de Grand-Dakar.
Elle est membre de l'Association internationale des maires francophones (AIMF) et vice-présidente de la Conférence mondiale des maires.
Au milieu des années 1980, Léna Diagne organise l'opération « Une femme, un gramme d’or » qu'elle lance lors d'une soirée au Théâtre national Daniel Sorano. Le projet est que chaque femme du Dakar mondain prélève au moins un gramme d'or sur ses bijoux pour soutenir le redressement économique du pays. L'initiative est fortement soutenue par la presse. Avec cet or, elle met en place des initiatives de lutte contre la pauvreté et la désertification (opération « Une femme un Arbre » notamment).
Léna Diagne est la seule femme au secrétariat général de l'Union régionale de Dakar qu'elle dirige. Ses projets pour l'égalité lui valent alors le sobriquet de « Madame mon Frère ».
En 1996, Léna Diagne est élue maire de la circonscription Gueule Tapée-Fass-Colobane de Dakar,. C'est la première femme à ce poste qu'elle occupe jusqu'en 2000.
Elle décède le 1er février 2016 à l'hôpital principal de Dakar.

## Famille
Léna Diagne est la mère de N'Dèye Khady Guèye, ancienne directrice générale du Fonds de promotion économique (FPE) et de la Banque nationale pour le développement économique (BNDE).

## Honneurs et décorations
- Médaille d'officier de la Légion d'honneur française[2]
- Palmes académiques[2]